# Museu de l'Artista Faller

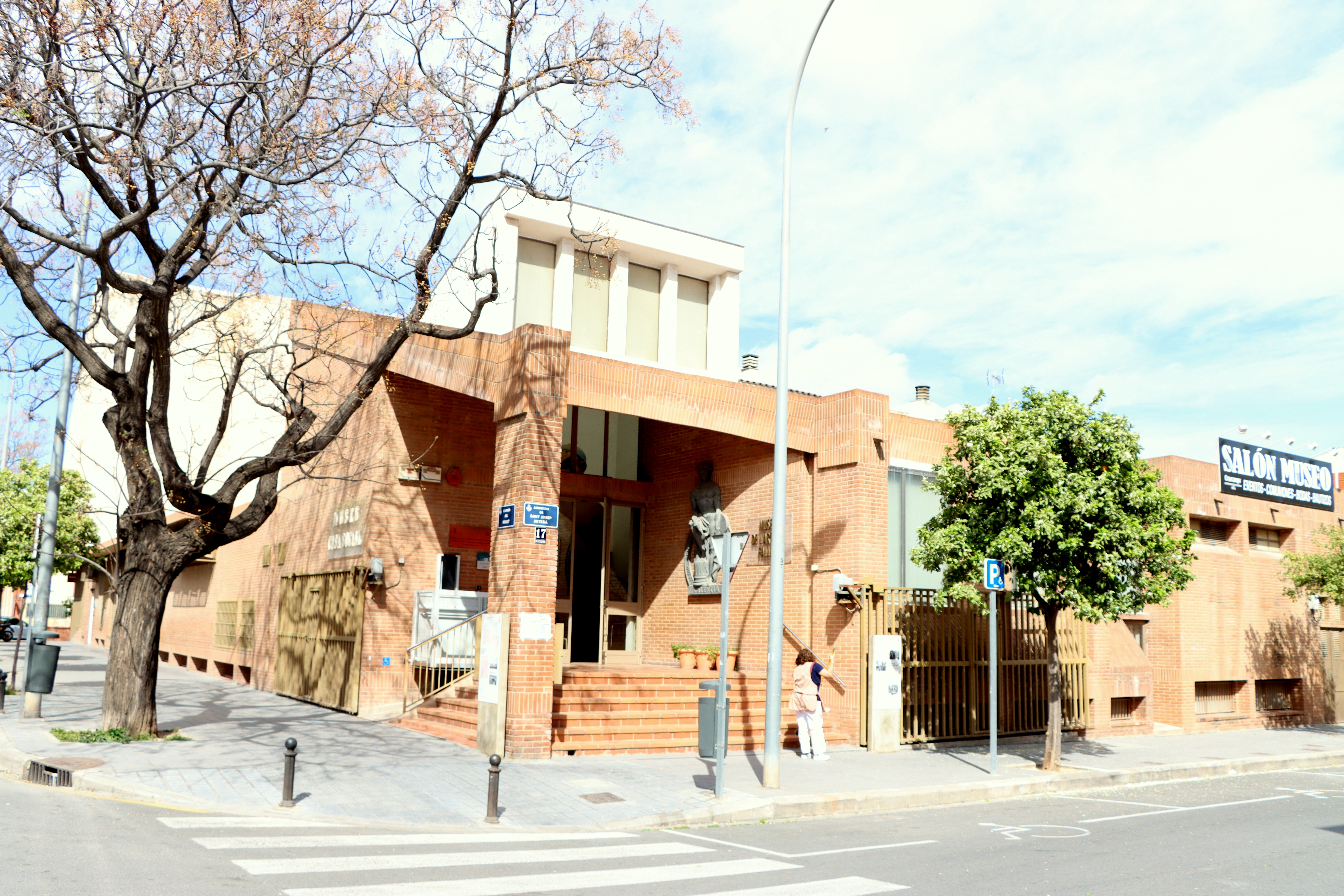
Edifici del Museu de l'Artista Faller

El Museu de l'Artista Faller està situat a la Ciutat de l'Artista Faller dins del districte de Benicalap de València. Està reconegut com a Col·lecció Museogràfica per part de la Generalitat Valenciana.
El Museu de l'Artista Faller naix en el context del projecte de la Ciutat de l'Artista Faller. A finals dels anys 1970 es posa la primera pedra i finalment s'inaugura l'any 1993. El setembre de 2019 reobri després d'una remodelació en la qual es reorganitzen les col·leccions i es creen noves sales on la col·lecció de ninots va ser reestructurada.
Aquest espai conté obres de diferents tipus. D'una banda la col·lecció està formada per fotografies de Falles, llibrets, esbossos, maquetes i diferents obres artístiques produïdes per artistes fallers de totes les èpoques. Al seu interior està situada una escultura gegant representant l'escut del Gremi d'Artistes Fallers i que mostra les diferents etapes del procés de creació d'una Falla. D'altra banda les seues sales alberguen ninots salvats del foc per decisió d'un comité designat pel gremi. El seu indult es decideix en funció de la qualitat, tècnica o circumstàncies determinades que facen de la creació artística una peça destacable i, per tant, digna de formar part del Museu.